# Magnus Dedek
Magnus Dedek (* 28. Juni 1917 in Dresden; † 9. Juli 1955 in Ost-Berlin) war ein deutscher Politiker und Funktionär der DDR-Blockpartei CDU. Er war Abgeordneter des Sächsischen Landtags und Präsident der Industrie- und Handelskammer der DDR.

## Leben
Der Sohn eines Küchenmeisters studierte nach dem Besuch der Volksschule und des Gymnasiums ab 1937 Pharmazie an der Technischen Hochschule Dresden und arbeitete bis 1939 als Apotheker. Zu Beginn des Zweiten Weltkrieges  zum Kriegsdienst in die Wehrmacht eingezogen, geriet er 1944 in britische Kriegsgefangenschaft. 1945 wurde er Mitglied der Bewegung Freies Deutschland in Großbritannien und dessen Zehnerausschuss in Südwales.
Im Frühjahr 1946 kehrte Magnus Dedek nach Deutschland zurück und schloss sich der CDU an. Im Mai 1947 wurde er zum Bürgermeister von Schwarzenberg und am 19. Januar 1950 gegen die Stimmen der CDU durch die SED zum Vizelandrat des Kreises Aue gewählt. Am 3. Februar 1950 wurde er Mitglied des Nationalrates des Nationalen Front. Ab 15. Februar 1950 Mitglied des Landesvorstandes Sachsen, wurde er im September 1950 als Nachfolger des nach West-Berlin geflüchteten Josef Rambo zum geschäftsführenden Landesvorsitzenden der zur Blockpartei gleichgeschalteten CDU Sachsen und Präsidenten des Landesverwaltungsgerichtes Sachsen bestimmt. Am 22. Februar 1950 wurde er als Nachrücker Abgeordneter der Volkskammer und im März 1950 ebenfalls als Nachrücker in den Sächsischen Landtag eingeführt. Im März 1950 wurde er zum zweiten Bürgermeister von Chemnitz gewählt. Bei den Wahlen im Oktober 1950 wurde er erneut in die Volkskammer und in den sächsischen Landtag gewählt und im November 1950 Vizepräsident des Landtages und Vorsitzender des Wahlprüfungsausschusses.
Magnus Dedek wurde auf dem Landesparteitag der sächsischen CDU im Juni 1950 zum dritten Vorsitzenden gewählt. Erster Vorsitzender wurde Josef Rambo und zweiter Otto Freitag sowie vierter Vorsitzender der Pfarrer Helmut Mehnert aus Löbau.
Mit der Auflösung der Länder in der DDR wurde er im August 1952 stellvertretender Vorsitzender des Rates des Bezirkes Dresden. Im gleichen Jahr wurde er Mitglied des CDU-Hauptvorstandes. Am 23. Mai 1955 beauftragte ihn die Industrie- und Handelskammer der DDR mit der Führung der Geschäfte des Präsidenten. Er hat dieses Amt nur kurze Zeit verwalten können, da er im Juli 1955 plötzlich und unerwartet im Alter von 38 Jahren an den Folgen eines Schlaganfalles in Berlin verstarb.
Die Beisetzung fand am 15. Juli 1955 in Dresden auf dem Neuen Katholischen Friedhof statt. Ein Requiem für Dedek wurde am 16. Juli 1955 in Dresden-Klotzsche in der  Pfarrkirche zum Heiligen Kreuz durchgeführt. Er hinterließ seine Ehefrau Lotte, geborene Weigelt, und die Kinder  Christel (Christine), Peter sowie Hubertus und seine Eltern Maximilian und Gertrud Dedek.

## Auszeichnungen
- 1954 Vaterländischer Verdienstorden in Bronze (für seinen  Einsatz bei der Hochwasserkatastrophe)